# Peter Schnittger
Peter Schnittger (* 22. Mai 1941 in  Münden (Hann. Münden)) ist ein deutscher Fußballtrainer.

## Leben
Seit 1968 arbeitete Schnittger für die Deutsche Gesellschaft für Technische Zusammenarbeit. In deren Auftrag förderte er die sportliche Entwicklung in Entwicklungsländern. Neben Tätigkeiten als Nationaltrainer war er auch im Rahmen von Infrastrukturmaßnahmen und in der Jugendförderung tätig.
Bei seiner ersten Trainerstation erreichte er mit der ivorischen Fußballnationalmannschaft das Halbfinale des Afrika-Cups. Im folgenden Jahr gewann er als Trainer des kamerunischen Vereins Canon Yaoundé den afrikanischen Landesmeisterpokal. Seine einzige Trainerstation außerhalb Afrikas bekleidete Schnittger als Nationaltrainer Thailands in den Jahren 1976 bis 1978, nachdem er sein Engagement für den äthiopischen Verband aufgrund des dortigen Bürgerkriegs abgebrochen hatte.
Schnittger arbeitete für verschiedene Fußballverbände in Afrika und Thailand.
- 1968–1970: Nationaltrainer der Elfenbeinküste
- 1970–1974: Nationaltrainer und technischer Direktor von Kamerun
- 1974–1976: Nationaltrainer des äthiopischen Fußball-Bundes
- 1976–1978: Nationaltrainer des thailändischen Fußball-Bundes
- 1978–1985: Nationaltrainer und technischer Direktor des madagassischen Fußball-Bundes
- 1986–1990: Technischer Direktor der Trainerausbildung des marokkanischen Fußball-Bundes
- 1990–1994: Nationaltrainer des beninischen Fußball-Bundes
- 1995–2000: Technischer Direktor und Nationaltrainer (ab 1999) des senegalesischen Fußball-Bundes
- 2001–2002: Direktor der Trainerausbildung des marokkanischen Fußball-Bundes
- 2006–2008: Technischer Direktor des algerischen Fußball-Bundes

### Ehrungen
- 1970: Officier du Mérite Sportif de la Côte d’Ivoire
- 1974: Ordre du Mérite Sportif du Cameroun
- 1984: Officier de l’Ordre National du Mérite du Madagaskar
- 1994: Chevalier de l’Ordre National du Mérite du Bénin
- 1998: Ordre du Mérite de la CONFEDERATION AFRICAINE DE FOOTBALL (CAF)
- 2000: Officier de l’Ordre National du Mérite du Sénégal
- 2015: DFB Verdienstspange